# テレンス・スタンプ
テレンス・ヘンリー・スタンプ（Terence Henry Stamp, 1938年7月22日 - 2025年8月17日）は、イングランドの俳優。

## 来歴
ロンドンの貧しい家庭に5人兄弟の長兄として生まれた。父親は引き船の船長であった。高校卒業後、ロンドンの広告代理店に勤務していたが俳優になる夢を諦めきれず、後に演劇学校Webber Douglas Academy of Dramatic Artに通う。
1962年に『奴隷戦艦』で映画デビュー、ゴールデングローブ賞最優秀新人賞を獲得し、アカデミー助演男優賞にもノミネートされる。
1965年、ウィリアム・ワイラー監督の『コレクター』の誘拐犯役の演技でカンヌ国際映画祭 男優賞を受賞。
1967年、フェデリコ・フェリーニ監督の『悪魔の首飾り』ではアルコール依存症のイギリス俳優を演じて、彼以外には考えられないほどの適役だと評された。ピエル・パオロ・パゾリーニ監督の『テオレマ』(1968年）などにも主演。
その後、『スーパーマン』（1978年）、『プリシラ』（1994年）、『イギリスから来た男』（1999年）、『スター・ウォーズ エピソード1/ファントム・メナス』（1999年）、『ホーンテッドマンション』（2003年）、『エレクトラ』（2005年）、『ウォンテッド』（2008年）、『ワルキューレ』（2008年）など、数多くの映画に出演した。『ゲット スマート』（2008年）では悪役スパイを演じている。
俳優としての仕事以外にも自伝を自費出版するなどしている。
2025年8月17日の朝に死去。87歳没。

### 私生活
1960年代にはマイケル・ケインとフラットをシェアしていたという。これまでジュリー・クリスティ、ブリジット・バルドー等と浮名を流してきた。2002年、64歳の時にシンガポール系オーストラリア人の女性Elizabeth O Rourke（当時29歳）と結婚したが2008年に離婚した。
弟の一人は、イングランドのロック・バンドであるザ・フーのマネージャーだったクリス・スタンプ（英語: Chris Stamp）。テレンスは、クリスと共同でザ・フーのマネージメントに携わったキット・ランバートとクリスを取り上げたドキュメンタリー映画"Lambert & Stamp"（2014年）に出演した。なおクリスは同映画の完成を待たずに、2012年11月23日に70歳で病没した。

## 人物・エピソード
ザ・スミスは『ホワット・ディファレンス・ダズ・イット・メイク?』（1984年）のジャケットに、映画『コレクター』に出演したテレンスの写真を使った。しかし彼に抗議されて、メンバーで彼によく似たモリッシーの写真に差し替えた。

## 主な出演作
| 公開年    | 邦題 原題                                                                      | 役名                               | 備考                         |
| --------- | ------------------------------------------------------------------------------ | ---------------------------------- | ---------------------------- |
| 1962      | 奴隷戦艦 Billy Budd                                                            | ビリー・バッド                     |                              |
| 1965      | コレクター The Collector                                                       | フレディ・クレッグ                 | カンヌ国際映画祭 男優賞 受賞 |
| 1966      | 唇からナイフ Modesty Blaise                                                    | ウィリー・ガーヴィン               |                              |
| 1967      | 遙か群衆を離れて Far from the Madding Crowd                                    | フランク・トロイ                   |                              |
| 1967      | 夜空に星のあるように Poor Cow                                                  | デイヴ                             |                              |
| 1968      | 血と怒りの河 Blue                                                              | ブルー                             |                              |
| 1968      | 世にも怪奇な物語 悪魔の首飾り Spirits of the Dead: Toby Dammit                 | トビー                             |                              |
| 1968      | テオレマ Teorema                                                               | 訪問者                             |                              |
| 1971      | ランボー/地獄の季節 Una stagione all'inferno                                   | アルチュール・ランボー             |                              |
| 1975      | 悦楽の闇 Divina creatura                                                       | ダニー                             |                              |
| 1978      | バグダッドの盗賊 The Thief of Baghdad                                          |                                    | テレビ映画                   |
| 1978      | スーパーマン Superman                                                          | ゾッド将軍                         |                              |
| 1979      | 注目すべき人々との出会い Meetings with Remarkable Men                          |                                    |                              |
| 1979      | ジャクリーン・ビセット/抱いて… Amo non amo                                     | ヘンリー                           |                              |
| 1980      | スーパーマン II/冒険篇 Superman II                                             | ゾッド将軍                         |                              |
| 1981      | 怪獣島の秘密 Misterio en la isla de los monstruos                              | タスキナ                           |                              |
| 1984      | 殺し屋たちの挽歌 The Hit                                                       | ウィリー・パーカー                 |                              |
| 1984      | 狼の血族 The Company of Wolves                                                 | 悪魔                               | クレジットなし               |
| 1985      | リンク Link                                                                    | スティーヴン・フィリップ           |                              |
| 1986      | 迷宮のチェスゲーム The Alamut Ambush                                           | デヴィッド・オードリー             | テレビ映画                   |
| 1986      | 夜霧のマンハッタン Legal Eagles                                                | ヴィクター・タフト                 |                              |
| 1987      | シシリアン The Sicilian                                                        | ボルサ公爵                         |                              |
| 1987      | ウォール街 Wall Street                                                         | ラリー・ワイルドマン卿             |                              |
| 1988      | ヤングガン Young Guns                                                          | ジョン・タンストール               |                              |
| 1988      | エイリアン・ネイション Alien Nation                                            | ウィリアム・ハーコート             |                              |
| 1990      | ザ・リスク/甘く危険な賭け Genuine Risk                                         | ポール                             |                              |
| 1993      | ブロンディー/女銀行強盗 The Real McCoy                                         | ジャック・シュミット               |                              |
| 1994      | プリシラ The Adventures of Priscilla, Queen of the Desert                      | バーナデット                       |                              |
| 1996      | 私家版 Tire a Part                                                             | エドワード・ラム                   |                              |
| 1996      | 超能力者/ユリ・ゲラー Mindbender                                               | ジョー・ハートマン                 | テレビ映画                   |
| 1997      | ラブ・ウォーク・イン Love Walked In                                            | フレッド・ムーア                   |                              |
| 1997      | ハード・テクニック Bliss                                                       | バルサザール                       |                              |
| 1997-1998 | ザ・ハンガー The Hunger                                                        | 司会                               | テレビシリーズ               |
| 1998      | 楽園のキス Kiss the Sky                                                        |                                    |                              |
| 1999      | イギリスから来た男 The Limey                                                   | ウィルソン                         |                              |
| 1999      | スター・ウォーズ エピソード1/ファントム・メナス Star Wars:Episode I            | フィニーズ・ヴァローラム最高議長   |                              |
| 1999      | ビッグムービー Big Movie                                                       | テリー・ストリクター               |                              |
| 2000      | レッドプラネット Red Planet                                                    | シャンティラス                     |                              |
| 2001      | ぼくの妻はシャルロット・ゲンズブール Ma femme est une actrice                  | ジョン                             |                              |
| 2001      | ゴッド・クローン Revelation                                                    | マグナス・マーテル                 |                              |
| 2002      | フル・フロンタル Full Frontal                                                  | 飛行機の男 / 本人役                |                              |
| 2003      | セレブな彼女の落とし方 My Boss's Daughter                                      | ジャック・テイラー                 |                              |
| 2003      | ホーンテッドマンション The Haunted Mansion                                     | ラムズリー                         |                              |
| 2003-2011 | ヤング・スーパーマン Smallville                                                | ジョー・エル                       | テレビシリーズ、声の出演のみ |
| 2004      | デッド・フィッシュ Dead Fish                                                   | サミュエル・フィッシュ             |                              |
| 2005      | エレクトラ Elektra                                                             | スティック                         |                              |
| 2008      | ウォンテッド Wanted                                                            | ペクワースキー                     |                              |
| 2008      | ゲット スマート Get Smart                                                      | シーグフリード                     |                              |
| 2008      | イエスマン “YES”は人生のパスワード Yes Man                                     | テレンス・バンドリー               |                              |
| 2008      | ワルキューレ Valkyrie                                                          | ルートヴィヒ・ベック               |                              |
| 2011      | アジャストメント The Adjustment Bureau                                         | トンプソン                         |                              |
| 2012      | アンコール!! Song for Marion                                                   | アーサー                           |                              |
| 2013      | エージェント・スティール The Art of the Steal                                  |                                    |                              |
| 2014      | ビッグ・アイズ Big Eyes                                                        | ジョン・キャナデイ                 |                              |
| 2016      | ミス・ペレグリンと奇妙なこどもたち Miss Peregrine's Home for Peculiar Children | エイブラハム・"エイブ"・ポートマン |                              |
| 2017      | アガサ・クリスティー ねじれた家 Crooked House                                  | タヴァナー主任警部                 |                              |
| 2019      | マーダー・ミステリー Murder Mystery                                            | マルコム・クィンス                 |                              |
| 2020      | ダーク・マテリアルズ/黄金の羅針盤 His Dark Materials                           | パラディシ                         |                              |
| 2021      | ラストナイト・イン・ソーホー Last Night In Soho                                | 銀髪の男                           |                              |

### ビデオゲーム
- Halo 3 
 ビデオゲーム・声の出演（2007） - 真実の預言者

## 受賞歴

### カンヌ国際映画祭
受賞
1965年 男優賞:『コレクター』